# Björn Kuipers
Björn Kuipers (Oldenzaal, 28 de março de 1973) é um ex-árbitro de futebol holandês. Integrou o quadro da FIFA de 2006 até 2021.
Filho de um ex-árbitro, graduou-se em Administração de Empresas na Universidade Radboud de Nijmegen e é sócio de uma rede de supermercados. Mediou duas partidas da Eurocopa 2012 e foi selecionado para a Copa das Confederações FIFA de 2013.
Apitou a Final da Liga Europa da UEFA de 2012–13 e a Final da Liga dos Campeões da UEFA de 2013–14 entre Atlético Madrid e Real Madrid, apitou a Final do Campeonato Europeu de Futebol de 2020 entre Inglaterra e Itália em Wembley. 
Sua última partida como árbitro foi em 07 de Agosto de 2021, na Supercopa dos Países Baixos - Johan Cruijff Schaal disputada entre Ajax e PSV. 